# Geurt Jongbloed
Geurt Jongbloed (Lunteren, 25 september 1968) is een Nederlands statisticus en hoogleraar verbonden aan de Technische Universiteit Delft.

## Levensloop
Jongbloed is geboren en getogen in Lunteren, waar hij in 1984 de Christelijke School voor Mavo afrondde. Drie jaar later in 1987 behaalde hij het VWO diploma aan het Christelijk Streeklyceum in Ede en begon aan de Technische Universiteit Delft met de studie wiskunde.
In Delft studeerde hij in 1991 cum laude af onder begeleiding van Piet Groeneboom, waar hij vervolgde als assistent in opleiding. Weer vier jaar later in 1995 promoveerde hij hier onder Groeneboom op een proefschrift over statistische inverseproblemen.
Na enige jaar als statistisch consulent gewerkt te hebben bij een agrotechnologisch bedrijf werd hij wetenschappelijk medewerker aan de Vrije Universiteit Amsterdam. Jongbloed was voorzitter van het Koninklijk Wiskundig Genootschap.
Sinds 2007 is Jongbloed hoogleraar statistiek in Delft. Tussen 2005 en 2023 heeft Jongbloed 15 onderzoekers tot aan hun wetenschappelijke promotie begeleid.

## Werk
Jongbloed houdt zich bezig met verschillende onderwerpen binnen de wiskundige statistiek, waaronder inverseproblemen, niet-parametrische statistiek en asymptotische statistiek. Hij heeft zijn werk toegepast in verschillende velden, zoals het optimaliseren van productieprocessen van metaal en het verbeteren van weer-alarmen.
Op verzoek van het Openbaar Ministerie heeft Jongbloed met zijn collega, en oud-promovendus, Frank van der Meulen bestudeerd of de geurproevenmethode die de politie bij forensisch onderzoek hanteert tot goede resultaten leidt. De statistici toonden aan dat acht van de tien politiemedewerkers zich niet aan de instructies hielden, waardoor de resultaten van de geurproeven ongeldig werden.

## Publicaties
Boeken, een selectie
- Geurt Jongbloed. Three statistical inverse problems : estimators-algorithms-asymptotics. Proefschrift Technische Universiteit Delft. 1995.
- G. Jongbloed. Inverse problems in statistics, Vrije Universiteit, Amsterdam. Faculteit der Exacte Wetenschappen. Divisie Wiskunde en Informatica, 1999.
- Groeneboom, Piet, and Geurt Jongbloed. Nonparametric estimation under shape constraints. No. 38. Cambridge University Press, 2014.

Artikelen, een selectie
- Jongbloed, Geurt, and Ger Koole. "Managing uncertainty in call centres using Poisson mixtures." Applied Stochastic Models in Business and Industry 17.4 (2001): 307-318.
- Groeneboom, Piet, Geurt Jongbloed, and Jon A. Wellner. "Estimation of a convex function: characterizations and asymptotic theory." The Annals of Statistics 29.6 (2001): 1653-1698.